# Velké Žernoseky
Velké Žernoseky là một làng thuộc huyện Litoměřice, vùng Ústecký, Cộng hòa Séc.